# Antarktischer Zirkumpolarstrom

Der antarktische Zirkumpolarstrom (roter Kreis nahe der Bildmitte) in Relation zur globalen thermohalinen Zirkulation

Der antarktische Zirkumpolarstrom (engl. Antarctic Circumpolar Current (ACC), auch Antarctic Subpolar) ist eine ringförmige kalte Meeresströmung um Antarktika. Der Zirkumpolarstrom strömt mit der Erdrotation, also nach Osten gerichtet, und wird hauptsächlich durch die Westwinddrift angetrieben. Sie ist die im Südpolarmeer dominierende Zirkulation und besitzt einen Massentransport von 100–150 Sverdrup (Sv, Millionen m3/s), was sie zur mächtigsten Meeresströmung der Welt macht.

## Wirkung
Die Strömung ist ringförmig, da es keine mit der Antarktika verbundenen Landmassen gibt, wodurch der Zirkumpolarstrom als einzige Meeresströmung direkt den Atlantischen, Indischen und Pazifischen Ozean verbindet. In der Antarktika herrschte vor ca. 30 bis 40 Mio. Jahren noch ein gemäßigtes Klima, bevor sich die Tasmanische Passage und die Drakestraße öffneten und sich der Zirkumpolarstrom bildete, der die Antarktis von wärmenden Meeresströmungen abschnitt.
Mit dem Zirkumpolarstrom verbunden ist die antarktische Konvergenz, wo das kalte Wasser der Antarktis auf das wärmere Wasser der Subantarktis trifft und eine Zone aufsteigender Nährstoffe bildet. Durch den Nährstoff- und Wärmetransport und die Fähigkeit Kohlendioxid zu speichern, bestimmt der Zirkumpolarstrom maßgeblich das regionale polare und globale Klima sowie die Unterwasser-Biodiversität.

## Zirkulationsmuster

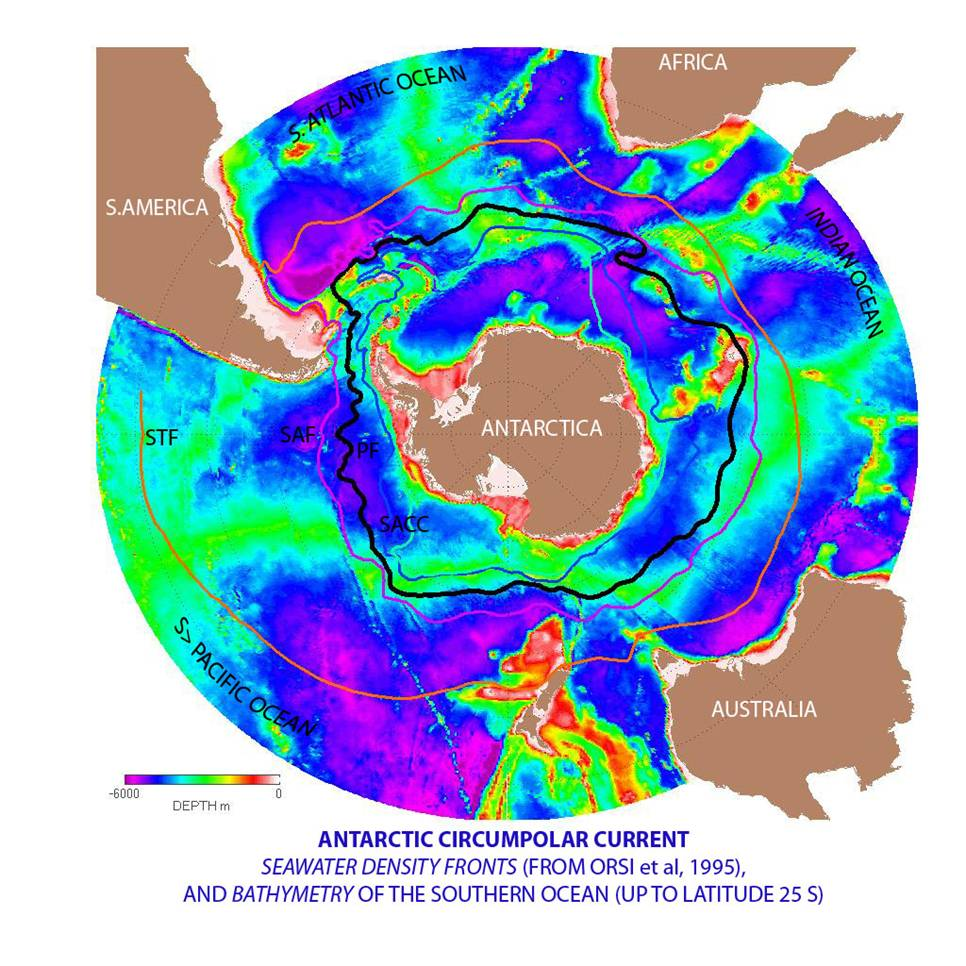
Bathymetrische Karte des Südlichen Ozeans mit Verzeichnung der Dichtefronten (Isopyknen) des Ozeanwassers. Die schwarze Front (PF) entspricht in etwa dem Verlauf des antarktischen Zirkumpolarstroms.

Aufgrund der Geostrophie verlaufen die Isothermen der Strömung schräg aufsteigend nach Süden, so dass zum einen die Antarktis durch den Zirkumpolarstrom thermisch isoliert wird und zum anderen die Tiefenwasser der Ozeane hier in die oberen Wasserschichten gelangen, wodurch sich die globale thermohaline Zirkulation schließt.
Das Wasser des Zirkumpolarstroms ist kälter und weniger salzhaltig als das nördlich von ihm großräumig zirkulierende Wasser der subtropischen Stromwirbel. Er enthält südlich der sogenannten Polarfront oberflächennah besonders kaltes, wenig salziges Wasser. Der Zirkumpolarstrom erhält diese Temperaturunterschiede aktiv durch seine östliche Strömung aufrecht.
Südlich des Zirkumpolarstroms steigt sehr salziges Tiefenwasser auf. Der Unterdruck, der das schwere Tiefenwasser hebt, entsteht durch die Corioliskraft, die den Zirkumpolarstrom von der Erdachse weg nach Norden treibt. Beide Kräfte stehen weitgehend im Gleichgewicht. In Bodennähe jedoch wird der Strom durch Reibung gebremst, die Corioliskraft fällt ab. Dort findet der Einstrom von Tiefenwasser aus den Ozeanbecken statt. In geringer Tiefe mischt sich dieses salzige Wasser mit dem des Zirkumpolarstroms, das wichtigste Element des globalen Förderbandes.